# Megastigmus milleri
Megastigmus milleri är en stekelart som beskrevs av Milliron 1949. Megastigmus milleri ingår i släktet Megastigmus och familjen gallglanssteklar.
Artens utbredningsområde är:
- Danmark.
- Frankrike.
- Nederländerna.

Inga underarter finns listade i Catalogue of Life.